# آدم فريزر
آدم فريزر (بالإنجليزية: Adam Fraser)‏ (1871 في المملكة المتحدة - ) هو لاعب كرة قدم بريطاني (وحمل سابقاً جنسية المملكة المتحدة لبريطانيا العظمى وأيرلندا) في مركز نصف الجناح. لعب مع برمنغهام سيتي وهارت أوف ميدلوثيان وNorthern F.C. ‏.